# Refugio Collins
El refugio Collins es un refugio antártico ubicado en el glaciar Collins de la bahía Collins en la península Fildes de la isla Rey Jorge de las Shetland del Sur en las coordenadas 62°10′S 58°51′O / -62.167, -58.850. Fue inaugurado en la temporada 2006-2007 y es operado por el Instituto Antártico Chileno (INACH).
Posee capacidad para dos personas durante el verano y allí se realizan actividades científicas. También posee comunicaciones por radio VHF y el apoyo logístico se entrega por vía marítima desde la base Profesor Julio Escudero.
El refugio reemplazó a uno homónimo construido en 1969 en 62°11′S 58°54′O / -62.183, -58.900, cedido al Instituto Antártico Uruguayo en 1984 para servir en la construcción de la Base Científica Antártica Artigas y desarmado y reciclado en la base en 1989.
El nuevo refugio fue construido a 2,3 km al noreste del primer refugio, en el lado contrario del glaciar, en una superficie sin hielo a pocos metros de la costa.